# Gente (canção)
"Gente" é uma canção gravada pela cantora italiana Laura Pausini para seu segundo álbum de estúdio, Laura, sendo lançada pela CGD Records em junho de 1994 como o segundo single do álbum.
Posteriormente a canção foi gravada também em língua espanhola e em 1995 foi lançada na Espanha e na América Latina como o quarto single do álbum Laura Pausini.

## Composição
As letras da canção foram escritas por Cheope e Marco Marati e a melodia foi composta por Angelo Valsiglio, que também foi o produtor. A faixa foi gravada em 1994 no Estúdio Santana Recording, em Castelfranco Emilia.
A versão em espanhol da letra foi escrita por Ignacio Ballesteros e sua gravação ocorreu em 1994 no Estúdio Morning, em Milão.
Em 2001 a canção foi regravada para o álbum The Best of Laura Pausini: E ritorno da te com um novo arranjo produzido por Celso Valli. Outra regravação foi realizada em 2013 para o álbum 20 - The Greatest Hits.

## Vídeo musical
Os vídeos musicais das canções em italiano e em espanhol foram dirigidos, respectivamente, por Ago Panini e Nadia di Paoli, e ambos foram registrados em Milão.

## Formatos e faixas
CD single - Itália
1. "Gente" – 4:30

CD single - Europa
1. "Gente" – 4:30
2. "La soledad" – 4:04
3. "Il cuore non si arrende" – 4:40

CD single - Europa
1. "Gente" – 4:30
2. "La soledad" – 4:04

CD single - França
1. "Gente" – 4:30
2. "La soledad" – 4:04
3. "Se fue" – 4:40

CD single - Espanha
1. "Gente" (Versão hispânica) – 4:30

CD single - Europa
1. "Gente" (Versão hispânica) – 4:30
2. "¿Por qué no?" – 4:30

CD single - América Latina
1. "Gente" (Versão hispânica) – 4:30

## Créditos
Créditos musicais
- Laura Pausini – vocalista
- Riccardo Galardini – guitarra elétrica, guitarra acústica
- Gianni Salvatori – guitarra elétrica, guitarra acústica, backing vocal
- Stefano Allegra – baixo elétrico
- Cesare Chiodo – baixo elétrico
- Massimo Pacciani – bateria, percussão
- Simone Papi – piano, programação
- Cristina Montanari – backing vocal
- Danilo Bastoni – backing vocal
- Emanuela Cortesi – backing vocal
- Leonardo Abbate – backing vocal
- Silvia Mezzanotte – backing vocal

## Desempenho nas tabelas musicais
| Tabela musical (1994-1995)                    | Melhor posição |
| --------------------------------------------- | -------------- |
| Bélgica - Ultratop 50 Singles (Flandres)      | 23             |
| Estados Unidos - Billboard Latin Pop Songs    | 1              |
| Estados Unidos - Billboard Tropical Songs     | 10             |
| Estados Unidos - Billboard Hot Latin Songs    | 13             |
| França - SNEP (Top 200 Singles)               | 43             |
| Países Baixos - Dutch Charts (Single Top 100) | 41             |
| Países Baixos - Dutch Top 40                  | 34             |

| Tabela musical (1995)                      | Posição |
| ------------------------------------------ | ------- |
| Estados Unidos - Billboard Latin Pop Songs | 13      |

## Cover
Em 1995 o cantor Renato Russo regravou a versão italiana da canção para seu álbum Equilíbrio Distante.